# Цейтнот

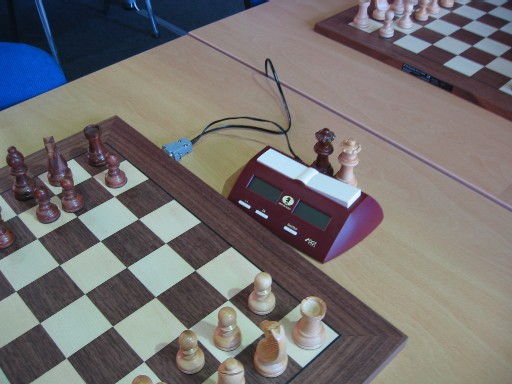
Шахова партія з таймером

Цейтно́т (від нім. Zeit — час та нім. Not — потреба) — у партії в шахи, шашки чи іншу настільну гру — нестача часу на обдумування ходів, якщо гра відбувається з контролем часу. Термін з'явився після введення контролю часу в шахових турнірах, трохи пізніше, з введенням контролю часу в інших настільних іграх, став застосовуватися також і до них.
Цейтнот зазвичай називають «жорстким», якщо у гравця зовсім не залишається часу на обдумування ходів (хвилина чи менше на десять чи більше ходів), в таких умовах звичайним явищем є дуже слабкі ходи, втрата виграшу чи навіть програш при виграшній позиції. Щоб запобігти відверто безглуздим діям гравців у цейтноті, іноді (наприклад, в деяких турнірах з го), застосовуються системи контролю часу (бьойомі), в яких після використання основного часу гравець отримує додатковий: він може продовжувати гру, але на кожен наступний хід дається суворо обмежений час (наприклад, хвилина на один хід). Таким чином «жорсткий» цейтнот не виникає, хоча «м'який» усе одно трапляється.

## Вживання поза шахами
У переносному значенні термін «цейтнот» означає гостру нестачу часу. Іноді також вживають вираз «потрапити у цейтнот», коли людині не вистачає часу на якусь важливу дію.